# Мурзалиев, Арстанбек Мурзалиевич
Арстанбек Мурзалиевич Мурзалиев (15 мая 1931 — 20 марта 2022) — советский и киргизский невролог. Доктор медицинских наук (1967), профессор (1968), заслуженный деятель науки Киргизской ССР (1970), академик АН Киргизской ССР (1984).

## Биография

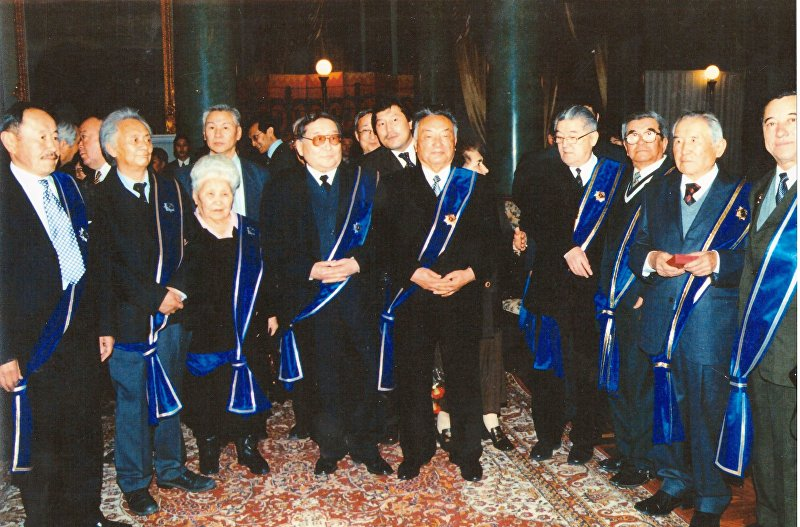
Награждённые орденом «Манаса». 2003

Окончил Киргизский государственный медицинский институт (КГМИ) (1962) и клиническую ординатуру там же (1964).
Преподавал в КГМИ, ассистент, доцент, профессор, заведующий кафедрой нервных болезней с курсом нейрохирургии (1970—2016), проректор по науке. С 1987 по 1996 года — ректор КГМИ.
С 1997 года — профессор
Избирался депутатом Верховного Совета Киргизской ССР.
Награждён орденом «Манас» 3 степени (2003)

## Научные интересы
Специалист в области невропатологии.